# Контрольна трубка
Контрольна трубка (рос. контрольная трубка, нім. Kontrollröhrchen f) — у вибуховій справі — сполучення відрізка вогнепровідного шнура і капсуля-детонатора в паперовій гільзі, що застосовується для контролю за часом запалення при вогневому висаджуванні п'яти або більше зарядів на поверхні. Контрольна трубка запалюється першою і шнур її повинен бути на 60 см коротшим найкоротшого шнура запалювальної трубки в даній групі зарядів, але не коротше 40 см. При підземних роботах для тієї ж мети застосовується контрольний відрізок вогнепровідного шнура без капсуля-детонатора.